# موس جاو
موس جاو شهری در جنوب مرکزی استان ساسکاچوان در کانادا است که در جوار رودخانه موس جاو قرار دارد.
این شهر در امتداد بزرگراه ترنس کانادا و در ۷۷ کیلومتری (۴۸ مایلی) غرب رجینا واقع شده است.

## نگارخانه

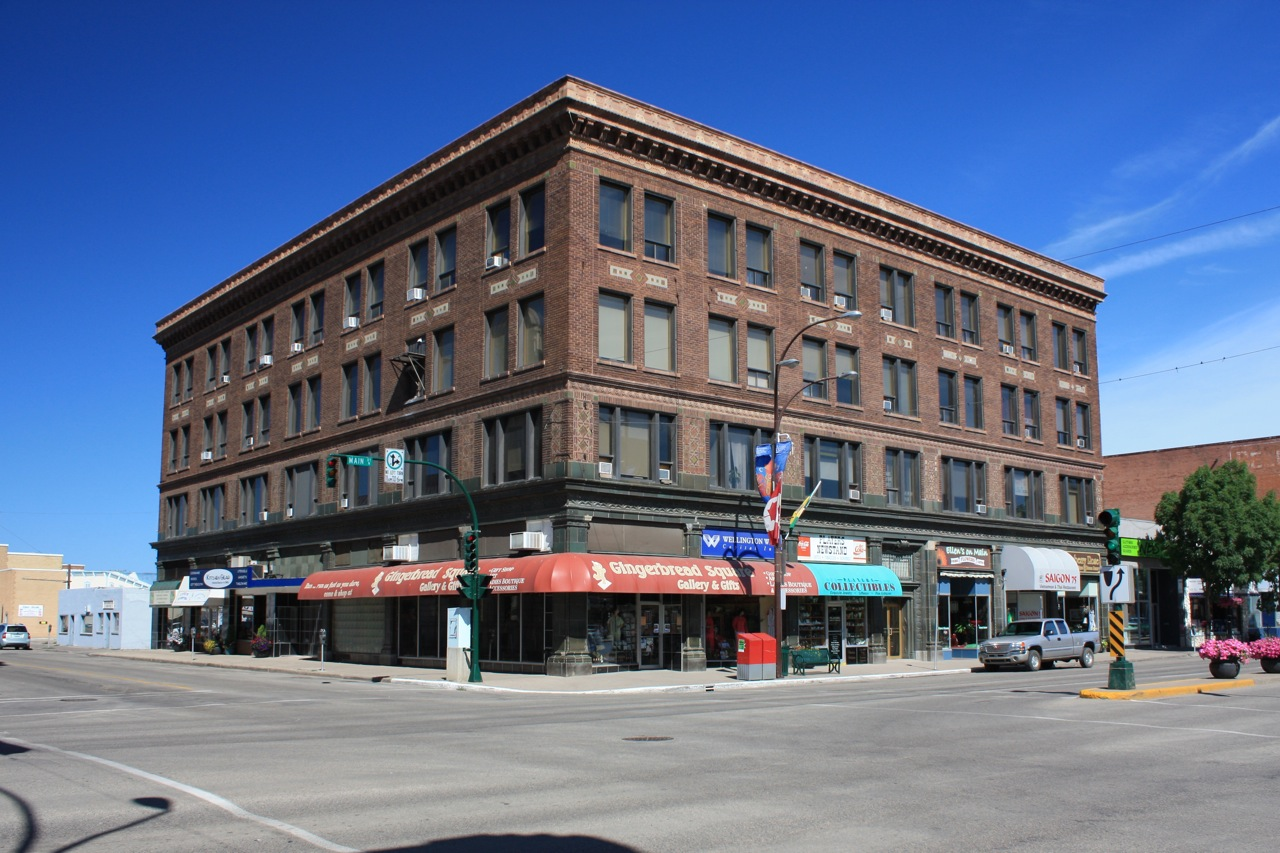
ساختمان هاموند (۱۹۱۲)
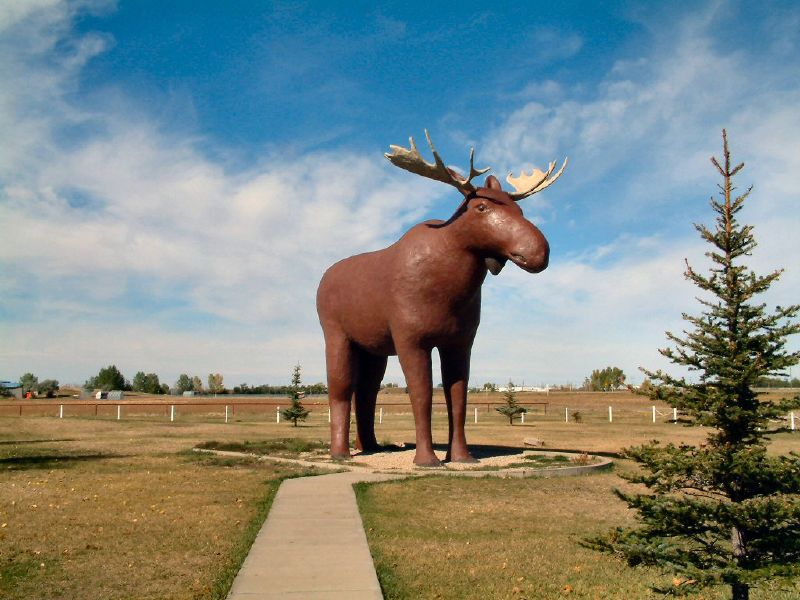
مک موس، یک مجسمه فایبر گلاسی از موس یا گوزن شمالی در موس جاو